# سوق الباب
سوق الباب الجديدة،  إحدى الأسواق الواقعة داخل أسوار البلدة القديمة لمدينة القدس، تقع في حارة النصارى؛
```
تبدأ من باب الجديد الذي فتح على زمن السلطان 
عبد الحميد الثاني
 شمالي المدينة و"الكازانوفا"، وهي سوق صغيرة تحتوي على محلات البقالة والمطاعم وبيع السنتواري.
[
1
]
```